# Dipartimento delle Bocche dell'IJssel
Dipartimento delle Bocche dell'IJssel era il nome di un dipartimento del Primo Impero francese, negli attuali Paesi Bassi. Il nome era dovuto alla prossimità della parte terminale del fiume IJssel.
Fu creato il 1º gennaio 1811, in seguito all'annessione del Regno d'Olanda da parte della Francia; il capoluogo era Zwolle.
Fu suddiviso negli arrondissement di Zwolle, Almelo e Deventer.
Si stima che nel 1813, su una superficie di 3 400 km², avesse 145 000 abitanti.
Il dipartimento fu eliminato con la costituzione del Regno Unito dei Paesi Bassi dopo la sconfitta di Napoleone nel 1814. Il territorio dell'ex dipartimento corrisponde approssimativamente alla provincia dell'Overijssel.